# Fontihoyuelo
Fontihoyuelo – gmina w Hiszpanii, w prowincji Valladolid, w Kastylii i León, o powierzchni 16,96 km². W 2011 roku gmina liczyła 34 mieszkańców.